# Ion Șerban
Ion Șerban (n. 1 ianuarie 1915, Calafat, jud. Dolj – d. 13 martie 1986, București) a fost un cunoscut cobzar virtuoz din România.

## Biografie
S-a născut la data de 1 ianuarie 1915 în Calafat, județul Dolj.
În 1939 participă împreună cu Maria Tănase, Fănică Luca și orchestra lui Grigoraș Dinicu la Expoziția Internațională de la New York.
În 1950 este cooptat în Ansamblul „Ciocârlia” al Ministerului Afacerilor Interne, cântând alături de alt mare cobzar, Grigore Kiazim. Aici cunoaște apogeul carierei sale, având privilegiul să evolueze sub bagheta dirijorilor Constantin Arvinte, Victor Predescu și Tudor Pană și să cânte cu marii interpreți români din acea vreme: Angela Moldovan, Ion Luican, Maria Lătărețu, Ioana Radu, Mia Braia, Ileana Constantinescu.
În 1968-1969 ajunge pentru a doua în SUA, într-un turneu de patru luni alături de: Ion Cristoreanu, Maria Butaciu, Florea Cioacă, Gheorghe Cioacă, Nae Cioacă, Stanciu Simion, Tudor Pană, Aurel Romcescu (tatăl fraților Adrian și Mircea Romcescu).

## Decesul
Moare la data de 13 martie 1986 în București.

## Distincții
- Medalia Muncii (12 decembrie 1957) „pentru merite deosebite în muncă”[1]

## Aprecieri
„L-am cunoscut pe Tarzan în toamna anului 1982, în casa lui de pe strada Alexandru cel Bun, situată în «Fața Luncii» (cartierul lăutarilor craioveni) și am constatat că mai trecuseră pe acolo Tudor Gheorghe și Dan Voinicu. «Te duci la Tarzan?», mă-ntrebau vecinii-lăutari, văzându-mă cu cobza în brațe, «cum zâce el, așa e». Și timpul mi-a demonstrat că mentorul a avut dreptate.
Păstra cobza ca pe ceva sfânt, o ștergea de praf în fiecare zi, mângâind-o ca pe iubită. Era cuceritor de simplu și sfios, avea acea timiditate copilărească pe care o întâlnești doar la marii artiști. Era blând și generos. (...) De la el am învățat bătaia «peste mână», de la el știu țiitura cu degete încălecate. M-a sprijinit să înțeleg că «lira tracă» este instrumentul catalizator într-un taraf, ține ritmul, armonia și, când e cazul, face și solistica (...)”—Ion Crețeanu — rapsod popular

## Discografie
- EPA 2014: Hora de la Clejani. Acompaniază O.M.P.R., dirijor Ion Luca-Bănățeanu (disc Electrecord)
- EDC 1006: Comori ale muzicii lăutărești. Mari cobzari - Să-mi cânți cobzar bătrân (CD Electrecord, 2011)